# Hassi Bahbah
Hassi Bahbah (em árabe: حاسي بحبح) é uma cidade e comuna localizada na província de Djelfa, Argélia. Segundo o censo de 2008, a população total da cidade era de 86 421 habitantes.